# Championnat d'Argentine féminin de volley-ball
Le Championnat d'Argentine de volley-ball féminin est la compétition nationale majeure, créée en 1996.

## Palmarès
| Année | Champion                 | Finaliste                  | Troisième                         |
| ----- | ------------------------ | -------------------------- | --------------------------------- |
| 1997  | Gimnasia Buenos Aires    | C.A. Boca Juniors          |                                   |
| 1998  | Gimnasia Buenos Aires    | C.A. Boca Juniors          |                                   |
| 1999  | C.A. River Plate         | Club Náutico Hacoaj        | Gimnasia La Plata                 |
| 2000  | Gimnasia La Plata        | Club Náutico Hacoaj        |                                   |
| 2001  | Gimnasia La Plata        | Asociación Bancaria        |                                   |
| 2002  | Universidad Buenos Aires | Gimnasia La Plata          |                                   |
| 2003  | Gimnasia La Plata        | C.A. Boca Juniors          |                                   |
| 2004  | Gimnasia Buenos Aires    | C.A. Banco Nación          |                                   |
| 2005  | C.A. River Plate         | Gimnasia La Plata          |                                   |
| 2006  | C.A. River Plate         | C.A. Banco Nación          |                                   |
| 2007  | CA River Plate           | CA Banco Nación            | Olímpico Freyre C.A. Boca Juniors |
| 2008  | C.A. Banco Nación        | C.A. Boca Juniors          | Olímpico Freyre C.A. River Plate  |
| 2009  | C.A. Banco Nación        | C.A. Boca Juniors          | Club Bell Voley C.A. River Plate  |
| 2010  | C.A. Banco Nación        | C.A. Boca Juniors          | Club Bell Voley C.A. River Plate  |
| 2011  | C.A. Boca Juniors        | Club Bell Voley            |                                   |
| 2012  | C.A. Boca Juniors        | C.A. Estudiantes de Paraná |                                   |
| 2013  | C.A. Vélez Sarsfield     | C.A. Boca Juniors          | Estudiantes de La Plata           |
| 2014  | C.A. Boca Juniors        | C.A. Vélez Sarsfield       | C.A. Villa Dora                   |
| 2015  | C.A. Boca Juniors        | C.A. Villa Dora            | Gimnasia La Plata                 |
| 2016  | C.A. Villa Dora          | C.A. Boca Juniors          |                                   |
| 2017  | Gimnasia La Plata        | C.A. Vélez Sarsfield       |                                   |
| 2018  | C.A. Boca Juniors        | San Lorenzo de Almagro     |                                   |
| 2019  | C.A. Boca Juniors        | San Lorenzo de Almagro     |                                   |
| 2020  | non terminé              | non terminé                | non terminé                       |

## Bilan par club
| Club                     | Titres | Ville              | Année                              |
| ------------------------ | ------ | ------------------ | ---------------------------------- |
| C.A. Boca Juniors        | 6      | Buenos Aires       | 2011, 2012, 2014, 2015, 2018, 2019 |
| C.A. River Plate         | 4      | Buenos Aires       | 1999, 2005, 2006, 2007             |
| Gimnasia La Plata        | 4      | La Plata           | 2000, 2001, 2003, 2017             |
| Gimnasia Buenos Aires    | 3      | Buenos Aires       | 1997, 1998, 2004                   |
| C.A. Banco Nación        | 3      | Grand Buenos Aires | 2008, 2009, 2010                   |
| Universidad Buenos Aires | 1      | Buenos Aires       | 2002                               |
| C.A. Vélez Sarsfield     | 1      | Buenos Aires       | 2013                               |
| C.A. Villa Dora          | 1      | Santa Fe           | 2016                               |